# Sciara oblonga
Espèce
Sciara oblonga est une espèce fossile d'insectes diptères de la famille des Sciaridae.

## Classification
L'espèce Sciara oblonga est décrite en 1937 par le paléontologue français Nicolas Théobald (1903-1981) dans sa thèse,.

### Une collection de l'Oligocène supérieur des Bouches-du-Rhône
L'holotype est un échantillon M2 des collections de l'Institut géologique de Marseille provenant du gypse d'Aix-en-Provence et conservé au Muséum d'histoire naturelle de Marseille. Cet échantillon est de l'étage Oligocène supérieur ou Chattien, d'il y a 28 à 23,03 Ma,

### Étymologie
L'épithète spécifique latine oblonga signifie « oblong ».

## Description

### Caractères
Diagnose de Nicolas Théobald en 1937, : 

« Présente les mêmes caractères que S. acuminata ; mais sa taille est inférieure. 
L'abdomen est plus gros que dans S. acuminata. Ce caractère le rapproche de S. inflata, mais ce dernier est de taille plus grande. ».

### Dimensions
La longueur totale est de 3,5 mm ; la longueur des ailes est de 2,5 mm.

### Affinités
« Les trois espèces S. inflata, S. acuminata et S. oblonga sont donc très voisines. ».

## Biologie
« Ce genre est actuellement répandu dans le monde entier.
Les larves des Sciara se développent dans les végétaux en décomposition, quelques-unes dans les bouses de vache. ».

## Galerie
- Espèces sœurs vivantes du genre Sciara.
- Sciara.analis.
- Sciara hemerobioides.
- Sciara hemerobioides - aile.
- Sciara humeralis.
- Sciara militaris.

### Publication originale
- [1937] Nicolas Théobald, « Les insectes fossiles des terrains oligocènes de France 473 p., 17 fig., 7 cartes,13 tables, 29 planches hors texte », Bulletin Mensuel de la Société des Sciences de Nancy et Mémoires de la Société des sciences de Nancy, Imprimerie G. Thomas,‎ 1937, p. 1-473 (ISSN 1155-1119 et 2263-6439, OCLC 786027547). .